# Afrogyrus starmuehlneri
Afrogyrus starmuehlneri је пуж из реда Hygrophila и фамилије Planorbidae. 

## Угроженост
Ова врста се сматра угроженом.

## Распрострањење
Ареал врсте је ограничен на једну државу. 
Мадагаскар је једино познато природно станиште врсте.

## Станиште
Станиште врсте су слатководна подручја. 
Врста Afrogyrus starmuehlneri је присутна на подручју острва Мадагаскар. 